# Anrufbeantworter

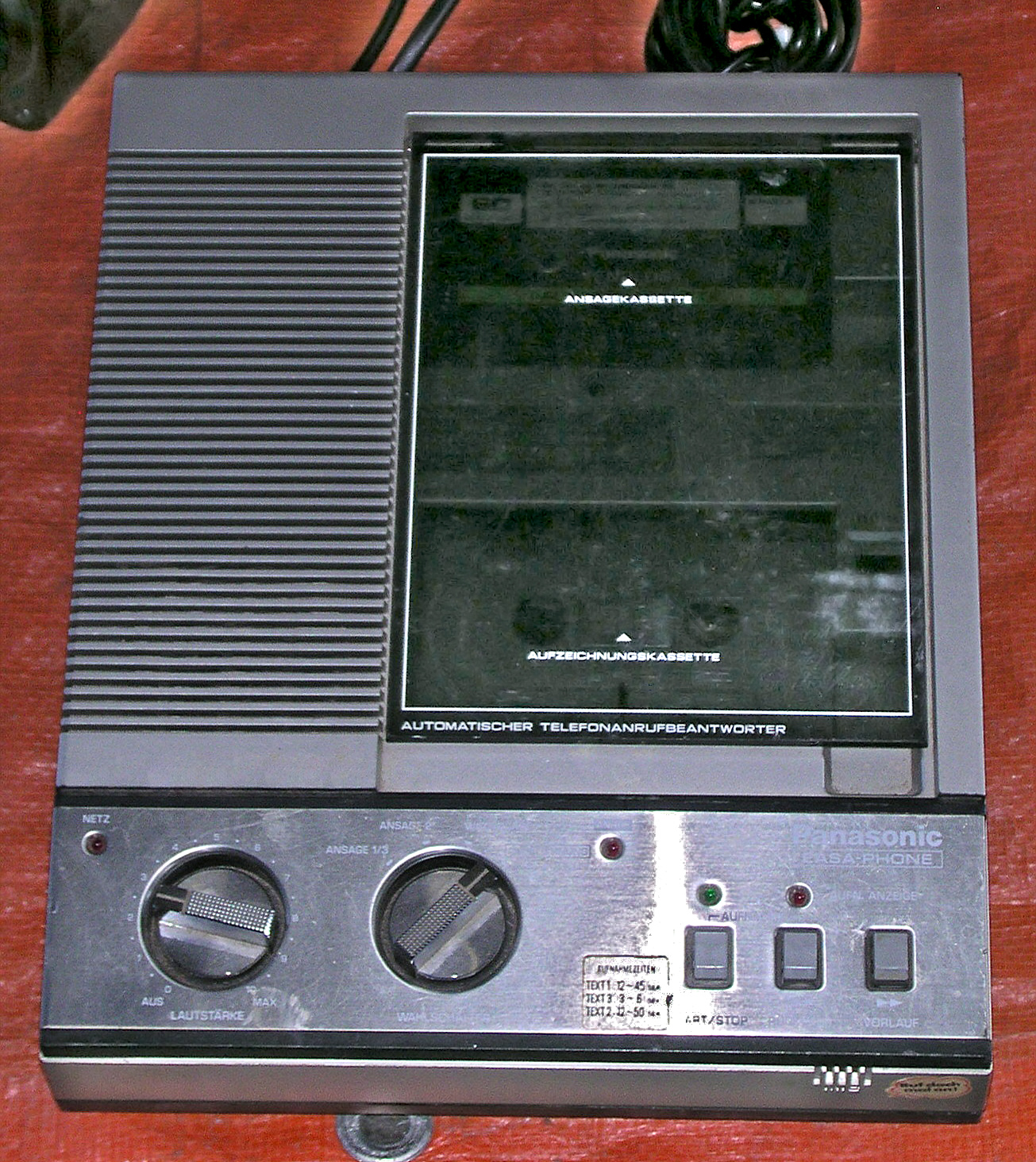
Analoger Anrufbeantworter mit Doppelkassette

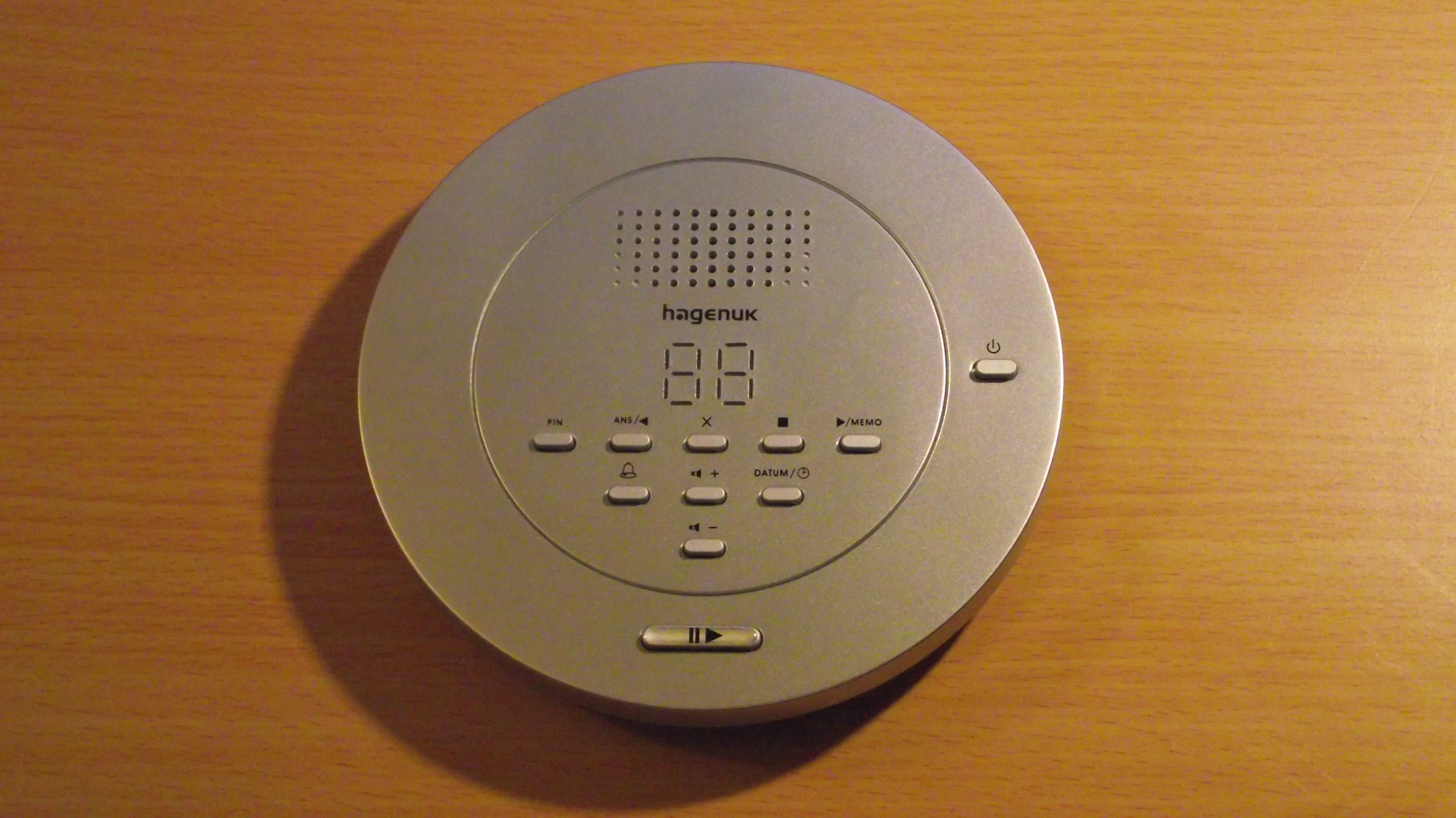
Digitaler Anrufbeantworter

Ein Anrufbeantworter (AB) ist ein elektrischer, elektronischer oder virtueller Audiorekorder, der Telefongespräche annimmt und nach Abspielen einer Telefonansage für den Anrufer, beispielsweise mit dem Text „Bitte sprechen Sie nach dem Signalton …“, (optional) eine gesprochene Nachricht des Anrufers aufzeichnet. Das geschieht bei Nichterreichbarkeit alternativ zum Telefongespräch.
Bei aktivem Gerät gibt es folgende grundsätzliche Möglichkeiten (Schaltungen):
- Abspielen der Abwesenheitsnotiz mit Aufnahme einer Nachricht
- Abspielen der Abwesenheitsnotiz ohne Aufnahme einer Nachricht

Per Knopfdruck kann der Anrufbeantworter auch deaktiviert werden.

## Anrufbeantworter-Endgerät

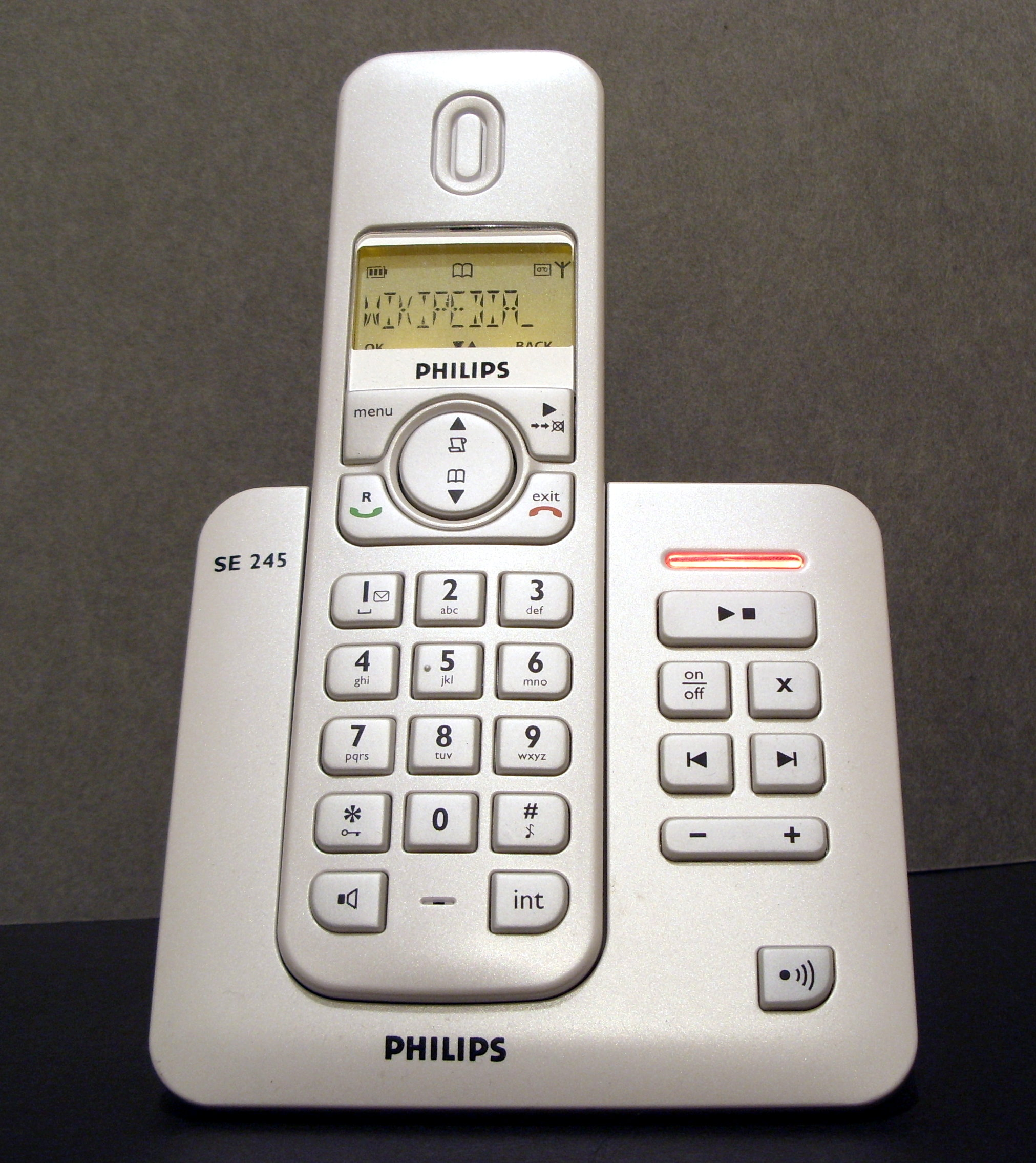
Schnurlostelefon mit integriertem Anrufbeantworter

Im Festnetzbereich ist ein Anrufbeantworter meist als teilnehmerseitig am lokalen Telefonanschluss installiertes Endgerät ausgeführt.
Bei diesen Geräten kann der Angerufene den Anruf noch entgegennehmen, während der Anrufer (A-Teilnehmer) einen Text aufspricht. Das Zeitfenster bis zur Aktivierung der Ansage nach der Anrufsignalisierung kann meist flexibel gewählt werden.
Die Aufzeichnung kann analog oder digital erfolgen.
In der ursprünglichen Form – meist als separates Gerät ausgeführt – wurden normale Kompaktkassetten (Audiokassetten) oder spezielle Mini- bzw. Mikrokassetten verwendet. Bessere Geräte hatten zwei Kassettenlaufwerke, eines für den Ansagetext, das andere für die Nachrichten der Anrufer. Wurde eines für alle Texte eingesetzt, waren durch das Umspulen der Kassette längere Wartezeiten bis zum Aufsprechen der Nachricht vonnöten. Geräte dieser Bauart werden seit dem 21. Jahrhundert nicht mehr produziert. Bei digitalen Geräten werden die Sprachdaten in einem geräteinternen Speicher gespeichert. Bei früheren Versionen mit RAM war zum Speichererhalt bei Stromausfall eine Batterie integriert. Bei heutigen Geräten wird die nichtflüchtige Flash-Speicher-Technologie verwendet, eine Batterie ist dadurch nicht mehr nötig. Auch analog-digitale Mischformen waren auf dem Markt, beispielsweise mit RAM für den Ansagetext sowie Kassette für Nachrichten der Anrufer und als Sicherungsmedium bei Stromausfall für die Ansage.
Während frühere Geräte in den 1990er Jahren meist als separates Gerät ausgeführt waren, sind Anrufbeantworter heute häufig auch in Festnetztelefone bzw. deren Basisstationen oder Telefonanlagen integriert.

### Sonderfunktionen
- Fernabfrage: Die meisten Geräte erlauben es, aufgesprochene Nachrichten von einem anderen Telefon aus abzufragen, wobei man sich durch eine voreingestellte PIN identifiziert und seine Nachrichten über das Telefonnetz abhören kann. Um von einem Telefonapparat mit Wählscheibe, also ohne Mehrfrequenzwahlverfahren (Umstellung in Österreich ab etwa 1985) eine PIN und Befehle an den Anrufbeantworter zu übermitteln, gab es scheckkartengroße Geräte mit Tastatur, Lautsprecher und Gumminoppen zum Anlegen an die Sprechmuschel des Telefonhörers, um die den Ziffern 0–9 und # und * entsprechenden akustischen Signale einzukoppeln.
- Einige Geräte sind in der Lage, automatisiert eine Meldung abzusetzen, um das Vorhandensein neuer Nachrichten anzuzeigen; das kann durch einen Anruf an eine vorgegebene Rufnummer geschehen, wo dann eine Ansage zu hören ist, oder durch Absetzen einer Textnachricht als SMS oder über Cityruf.
- Weiterhin bieten einige Hersteller Geräte an, die neben Sprachnachrichten auch Faxe entgegennehmen können.

Im Mobilfunkbereich konnten sich teilnehmerseitige Anrufbeantworter nicht gegen die übliche netzseitige Lösung (Voice-Mailbox) durchsetzen. Für Smartphones gibt es Software-Implementierungen.
Teilnehmerseitige Anrufbeantworter haben den Nachteil, dass sie nur funktionieren, wenn das Gerät eingeschaltet ist und Empfang hat, vermeiden aber die zuzeiten üblichen Kosten für die Abfrage des Anrufbeantworters.

## Voice-Mailbox
Ist der Anrufbeantworter kein eigenständiges Gerät, sondern ein System, das mehrere Telefonanschlüsse zugleich bedienen kann, so spricht man bei dem virtuellen Anrufbeantworter von Voice-Mailbox, kurz nur Mailbox, oder auch von Sprachspeicher, bei Mobilfunk-Mailboxen auch von Mobilbox (die Bezeichnung Mobilbox nutzt hauptsächlich die Deutsche Telekom AG), in der Schweiz von Combox.
Die Sprachnachrichten werden nicht über das Gerät (ggf. bloß ein Server) abgehört; vielmehr wird es über eine Zugangsnummer angerufen und dann mit dem Telefon gesteuert.

### Voice-Mailbox im Mobilfunk und Festnetzbereich
Bei den Mobilfunkanbietern und in zunehmendem Maß auch bei VoIP-Anschlüssen und Festnetzanschlüssen (zum Beispiel SprachBox, bis Juli 2008 T-NetBox, bei der Deutschen Telekom) wird ein Anrufbeantworter netzseitig zentral durch die Telefongesellschaft bereitgestellt.
Die Voice-Mailbox befindet sich physisch auf Audiotex-Servern im Netz der Telefongesellschaft und kann dort per Telefon abgerufen werden, was je nach Anbieter gebührenpflichtig sein kann. Die Mobilboxfunktion wird von vielen Mobilfunkanbietern massiv beworben, da durch deren Nutzung zusätzliche Verbindungsminuten generiert werden. Die Ansagen können meist zwischen den Vorgaben der Telefongesellschaft gewählt oder selbst individuell aufgesprochen (hinterlegt) werden.
Die Mobilbox lässt sich in vielen Netzen durch Eingabe der Kombination ##002# abstellen. Die Einstellung der PIN für die Mailbox ist hingegen bei den Netzanbietern meist unterschiedlich geregelt. Durch eine Modifikation der gewählten Nummer kann der Anrufer unmittelbar die Voice-Mailbox erreichen, ohne dass das Telefon klingelt; siehe dazu den Artikel Mailbox-Durchwahl.
Solche netzseitig implementierten Lösungen haben derzeit gegenüber dem Anrufbeantworter als teilnehmerseitig installiertem Endgerät den Nachteil, dass ein Anruf nicht mehr nachträglich entgegengenommen werden kann, nachdem ihn die Mailbox übernommen hat. Des Weiteren kann die Zeitspanne ab Beginn der Anrufsignalisierung, nach der die netzseitige Mailbox den Anruf übernehmen soll, nur mit Einschränkungen gewählt werden – so beim üblichen GSM-Standard etwa von 0 bis 30 Sekunden in Fünf-Sekunden-Schritten, zum Teil bestehen noch größere Einschränkungen. Diesen Nachteil weisen zwar mitunter auch lokale Anrufbeantworter auf, an diese ist man aber nicht vertraglich gebunden.
Viele Voice-Boxen können auch Faxe entgegennehmen und speichern. Wenn neben der bei Mobilboxen üblichen SMS-Benachrichtigung bei neuen Nachrichten weitergehende Funktionen wie E-Mail-Benachrichtigung sowie -Weiterleitung der aufgesprochenen Mitteilungen und Faxe (Fax2mail) in der Voicebox-Lösung integriert sind, spricht man auch von Unified Messaging.

### Voice-Mailbox bei Systemtelefonen
Bei Systemtelefonanlagen im Geschäftsbereich werden firmeneigene Voicemail-Dienste für jeden Anwender anlagenseitig zur Verfügung gestellt.
Voicemail ist oft auch in Unified-Messaging-Lösungen integriert, so dass in einer Software am Arbeitsplatz-PC neben z. B. E-Mail und Fax auch Sprachnachrichten zur Verfügung stehen.
Voice-Mailboxen werden entweder von der Telefonanlage direkt, von einer modularen Erweiterung oder von einem per VoIP angeschlossenen Server entgegengenommen, verarbeitet und gespeichert.

## Geschichte

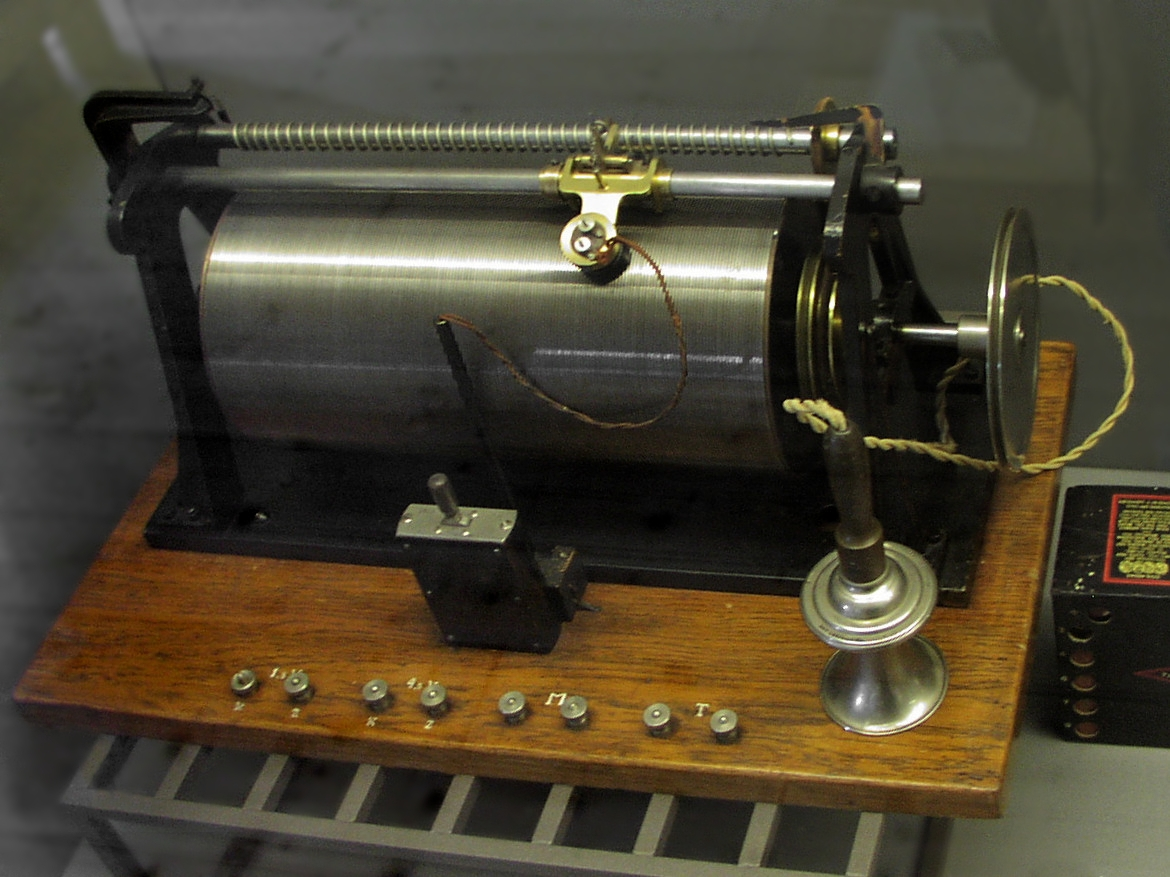
Vorläufer des Anrufbeantworters. Ein Telegraphon von Valdemar Poulsen um 1898 (im Industriemuseum Brede works in Lingby, Dänemark)

Die ersten Geräte, die bereits im Jahr 1898 zu dieser Idee entstanden, waren der Telephonograph und das Telegraphon. Sie hatten aber noch zahlreiche technische Schwächen und konnten sich nicht durchsetzen. Zudem war das Telefonnetz seinerzeit noch so gering entwickelt, dass es kaum einen Bedarf für solche Geräte gab. 
- Der Telephonograph war eine Erfindung des französischen Ingenieurs Jules Ernest Othon Kumberg und bestand aus der Verbindung eines Telefons mit einem Phonographen.[2] Er verwendete zur Aufzeichnung die schon im Jahr 1888 von Thomas Alva Edison eingeführten Walzen aus Wachs. Die Handhabung des Telephongraphen war jedoch kompliziert und vermutlich auch die Qualität der Aufzeichnung unbefriedigend, so dass der Apparat nur in kleiner Stückzahl, vor allem zu Demonstrationszwecken gebaut wurde.
- Das Telegraphon war das erste funktionsfähige Gerät mit elektromagnetischem Aufzeichnungsverfahren auf Stahldraht und damit ein Vorläufer der späteren Tonbandgeräte. Nach Angaben seines dänischen Erfinders Valdemar Poulsen war das Telegraphon vor allem als Anrufbeantworter geplant. Es wurde dann aber für eine Vielzahl anderer Zwecke, wie vor allem als Diktiergerät angeboten. Neben der Aufnahmequalität war vor allem die geringe Lautstärke ein Problem, so dass die Technik erst etwa zwanzig Jahre später mit Verfügbarkeit der ersten Audioverstärker wieder aufgegriffen wurde.

Im Jahre 1916 stellten die Berliner Ingenieure Seelau und Newman die Idee für einen Anrufbeantworter mit Ansage- und Aufnahmefunktion vor, der auf dem Telegraphon basierte und am Telefonapparat angeschlossen werden konnte. Es war sogar daran gedacht, den Zugriff von Unbefugten auf die Aufnahme zu verhindern, indem der Apparat verschließbar war. Ob die Idee tatsächlich umgesetzt oder gar vermarktet wurde, ist allerdings unklar.
Daher gilt heute das ab 1936 am Markt verfügbare Textophon als erster Anrufbeantworter. Es handelte sich dabei um ein durch den Ingenieur Semi Joseph Begun für das Berliner Unternehmen C. Lorenz verbessertes und erweitertes Modell des von Curt Stille unter dem Namen „Dailygraph“ entwickelten Diktiergerätes. Die Aufschaltung ans Fernsprechnetz war vom Hersteller vorgesehen, bildete aber nur eine von mehreren Verwendungsmöglichkeiten. Als Drahttongerät war es eine konsequente Weiterentwicklung des Telegraphons. Neben dem inzwischen gleich eingebauten Verstärker und einer Verbesserung der Aufzeichnungs- und Wiedergabetechnik revolutionierte es auch die Handhabung der Aufzeichnungsmedien. Die Stahldrahtrollen waren in speziell auf das Textophon passende Gehäuse eingefasst, so dass das Gerät nicht nur der erste Anrufbeantworter, sondern auch der erste Kassettenrekorder gewesen ist.
Bei den Bell Laboratories in den Vereinigten Staaten arbeitete Clarence Hickman ab 1934 ebenfalls an einem Anrufbeantworter. Er verwendete für seine Experimente zunächst ein Telegraphon der American Telegraphone Company von Valdemar Poulsen, wechselte dann aber bald den Stahldraht gegen ein schmales Stahlband aus. Damit scheint seine Entwicklung der magnetischen Aufzeichnung ganz ähnlich verlaufen zu sein, wie in Europa beim „Blattnerophon“ bzw. dessen Nachfolgern der Marconi Company und den „Stahlbandmaschinen“ von C. Lorenz. Die letztgenannten Geräte waren aber nicht mehr als Anrufbeantworter, sondern vor allem für Reportagen bei der BBC und bei den in der Reichs-Rundfunk-Gesellschaft zusammengeschlossenen deutschen Sendern im Einsatz. Das Telefonunternehmen AT&T, als Eigentümer der Bell Laboratories, hielt die Erfindung jahrelang unter Verschluss. AT&T befürchtete, dass ein Anrufbeantworter zu weniger Telefongesprächen führen würde.

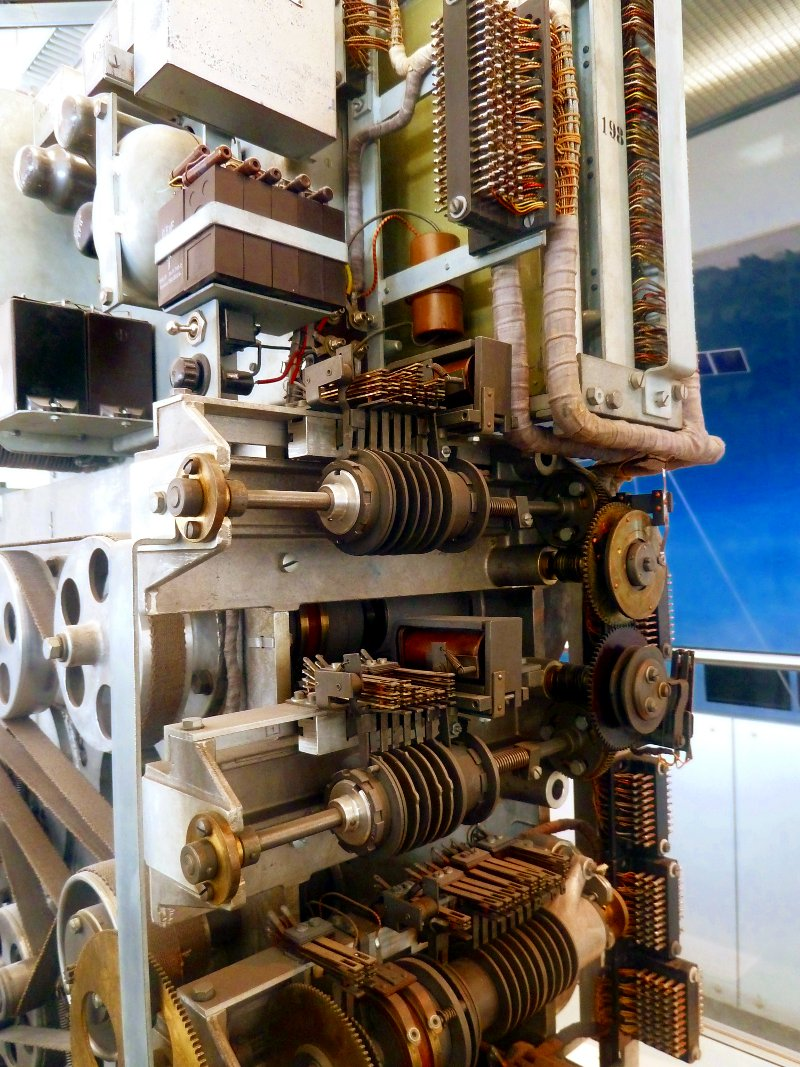
Anrufbeantworter Ipsophon in Röhrentechnik

Den ersten bekannten automatischen Anrufbeantworter entwickelte 1938 der Erfinder Willy Müller. Erst vier Jahre später wurde er vom Reichspostzentralamt unter der Bezeichnung Ipsophon zugelassen.
Im Jahre 1953 waren in Deutschland erstmals Anrufbeantworter für Privathaushalte verfügbar. Die von Willy Müller & Co in München hergestellten Geräte wurden zunächst Sprachspeichergeräte genannt und als vereinfachte Versionen der für Ansagedienste eingesetzten Geräte der damaligen Deutschen Bundespost betrachtet:
- Das 1957 erschienene Alibiphon konnte in der Grundausstattung nur eine Ansage von maximal 40 Sekunden Dauer wiedergeben (heute würde man das Nur-Ansagemodus nennen). Der Anwender konnte die Ansage selbst auf einer Magnettonplatte aufnehmen und jederzeit ändern. Das Gerät war rund 30 cm × 19 cm × 11 cm groß und enthielt neben Netzteil und Laufwerk zwei Elektronenröhren, zwei Relais, einen Umschalter für die Betriebsart (Aufnahme, Wiedergabe, Telefon) sowie eine Anzeige für die Sprechdauer. Mittels eines extra anzuschließenden Tonbandgerätes konnten auch Nachrichten des Anrufers aufgezeichnet werden. Das Alibiphon wurde 1961 in Deutschland zugelassen.
- Der Teleporter konnte darüber hinaus eine Mitteilung des Anrufenden von maximal 30 Sekunden Dauer aufnehmen. Dabei wurde zunächst die vom Anwender selbst aufgenommene Ansage und anschließend der fest aufgenommene Text „Bitte sprechen Sie jetzt“ abgespielt. Das Ende der Aufzeichnung wurde mit „Aufzeichnung abgeschaltet“ quittiert; anschließend konnten sofort weitere eingehende Anrufe aufgezeichnet werden. Ein Abhören der Nachrichten war nur am Gerät selbst möglich. Der Teleporter konnte auch als Diktiergerät eingesetzt werden.
- 1949[8] war mit dem Notaphon, einer Schweizer Erfindung,[9] bereits ein Gerät verfügbar, das die heute übliche Funktion (Anrufbeantworter mit Fernabfrage) bot. Da es diesen Begriff damals noch nicht gab, wurde das in Deutschland zunächst nicht zugelassene Gerät in der Fachpresse als „Telefon-Roboter“ bezeichnet. Die Fernabfrage war von jedem fremden Telefon aus möglich und mit einer „Geheimhaltevorrichtung“ (heutige PIN) geschützt. Der Anwender musste am Gerät mit sechs Schaltern eine von 63 möglichen Zahlen einstellen. Die Fernabfrage wurde gestartet, indem man nach einem bestimmten Wort der Ansage ein deutliches „A“ sprach. Daraufhin sagte das Notaphon dem Anrufer Ziffern an; bei einer zur eingestellten Zahl gehörenden Ziffer musste man jeweils ein deutliches „A“ sprechen. Nach erfolgreicher Bestätigung der Geheimzahl wurden die eingegangenen Nachrichten abgespielt. Am Ende wurde man gefragt, ob alle Nachrichten gelöscht werden sollen, was man mit „A“ bestätigen konnte. Eine von dieser dem Radio-Magazin mit Fernseh-Magazin Nr. 8 1953 entnommene abweichende Funktionsbeschreibung findet sich in Pressemitteilungen aus dem Jahr 1949.[8][10] Es ist unklar, welche Beschreibung zutrifft bzw. ob das Notaphon mit seinem 1946 erschienenen Vorgänger Telephonograph[8] oder dem von Ernst Keller bzw. der Werkzeugmaschinenfabrik Oerlikon im Jahre 1946 erfundenen Ipsophon[11][12][13] verwechselt wurde.
- Es gab mehrere Modelle des Gerätes Alibicord der Firma Alois Zettler, das mit einem zweiten Tonträger zusätzlich eingehende Nachrichten aufzeichnen konnte.
- Als Vater des Anrufbeantworters gilt darüber hinaus der Japaner Kazuo Hashimoto, der 1958 das Ansa Fone entwickelte, den ersten kommerziell rentablen Anrufbeantworter, der direkt an Firmen und Privathaushalte verkauft wurde. Entsprechende Geräte kosteten in der Bundesrepublik Deutschland im Jahr 1980 noch rund 1.300 bis 3.000 DM (entspricht heute etwa 1.700 bis 3.900 EUR[14]). Als Alternative bot die Deutsche Bundespost einen Telefonauftragsdienst an, der für 3,00 DM (heute etwa 3,9 EUR[15]) pro Tag auch Anrufe entgegennahm.

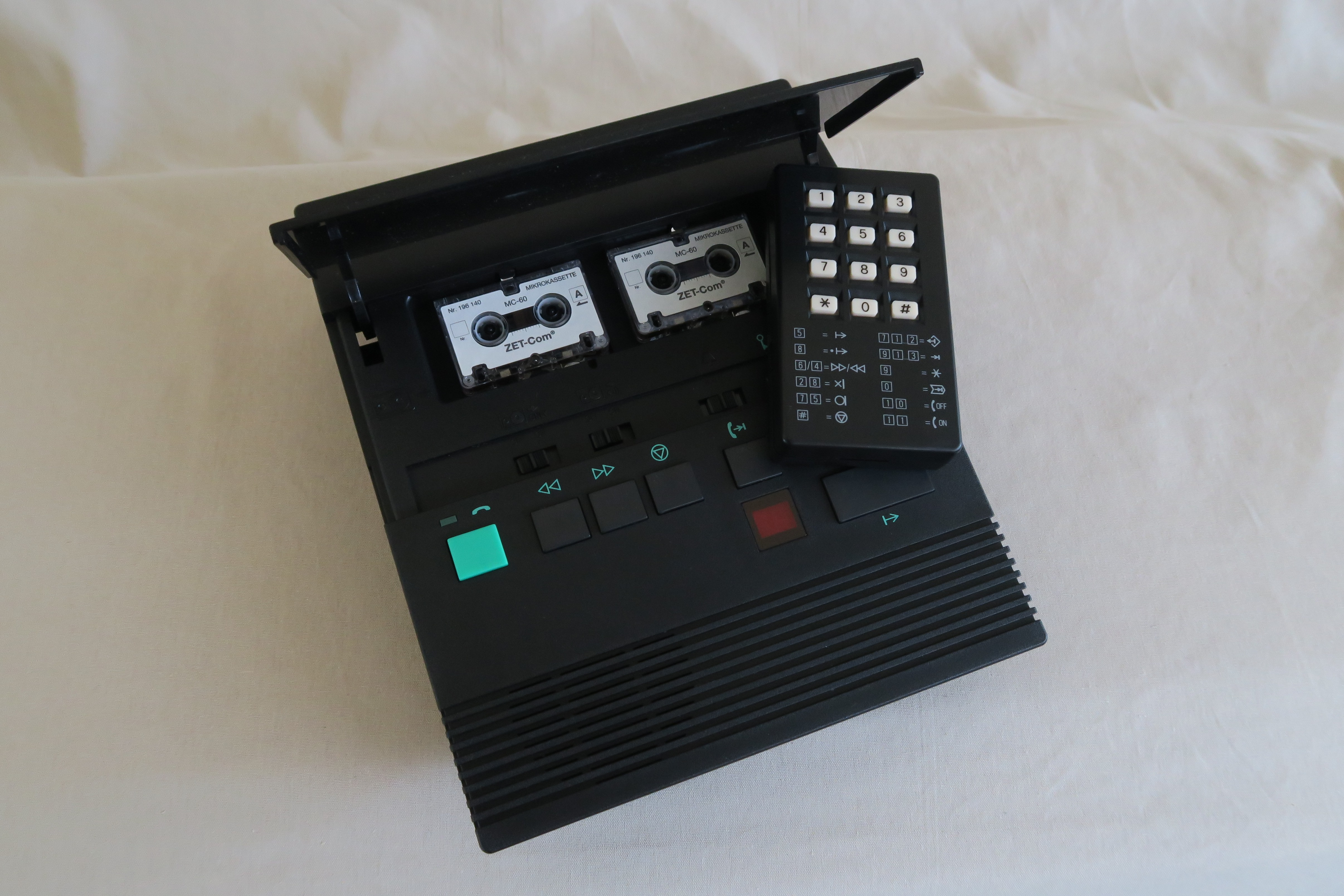
Analoger Anrufbeantworter mit Microcassetten (1990)

Aufgrund des hohen Preises waren diese Geräte kaum in Privathaushalten zu finden, sondern klassischerweise in Firmen, Arztpraxen oder Kanzleien. Ab den späten 1980er Jahren wurde der Anrufbeantworter dann in Deutschland vom Luxusgut zum alltäglichen Gebrauchsgegenstand, durch den Übergang vom Tonband zur Tonbandkassette waren die Geräte zudem nun auch kleiner und leichter zu bedienen. Da von der Bundespost zugelassene Modelle sehr teuer waren und funktionelle Einschränkungen hatten, waren viele nichtzugelassene Geräte auf dem Markt, deren Betrieb damals aber illegal war. Auch ihr Anschluss war nicht unproblematisch, da Telefondosen noch nicht verbreitet waren und das Öffnen der verschraubten Verbinderdosen nicht gestattet war.

## Symbol

Symbol

Ein zarter Kreis mit einem die Kreislinie einmal radial nach links unten querendem Strich, ähnlich einem seitenverkehrten Q (als Zeichen für eine (abgehobene) Grammophondose mit Nadel), kann vor die Rufnummer gesetzt werden, wenn ein Anrufbeantworter angeschlossen ist. Der zugehörige Unicode-Codepunkt ist U+2315 (⌕). Auf Telefongeräten ist ein Zeichen aus zwei nebeneinanderliegenden, oben mit einer Linie verbundenen Kreisen üblich (symbolische Darstellung zweier Tonbandspulen).
Diese Kennzeichnung war bis in die 1980er Jahre verbreitet, als Anrufbeantworter die Ausnahme waren und Verbindungen einzeln berechnet wurden — Flatrates wurden nicht angeboten. So konnte der Anrufer entscheiden, ob er eine kostenpflichtige Verbindung riskiert, ohne den Teilnehmer direkt zu erreichen. Das konnte auch wichtig sein, wenn man etwa in einer Telefonzelle mit wenig passendem Kleingeld einen Anruf absetzen musste. Manche Teilnehmer (z. B. Rechtsanwälte, Pannen-/Abschleppdienste) hatten aus diesem Grund einen Anschluss mit, und einen ohne Anrufbeantworter.

## Sonstiges, GEMA
Die Einspielung von GEMA-pflichtiger Musik in Telefonanlagen, zum Beispiel auf Anrufbeantwortern (zur Untermalung von Telefonansagen) oder in Warteschleifen, ist anmeldepflichtig. Das ist vielen kleinen Unternehmen unbekannt. Zur Vermeidung dieser Gebühren gibt es GEMA-freie Musik, also Musik, deren Lizenzgeber nicht von der GEMA vertreten werden und das beim Verkauf auch ausdrücklich dokumentieren. Die bei der Auslieferung bereits auf Anrufbeantwortern und Telefonanlagen gespeicherte Wartemusik ist in der Regel GEMA-frei.